# When I Grow Up (To Be a Man)
Pour les articles homonymes, voir When I Grow Up.
Singles de The Beach Boys
I Get Around
/ Don't Worry Baby
(1963) Dance, Dance, Dance / The Warmth of the Sun
When I Grow Up (To Be a Man) est un single des Beach Boys composée par Mike Love et Brian Wilson.